# Egentliga dalmål
Egentliga dalmål, ofta enbart dalmål, även övre dalmål eller dalska, är de traditionella svenska dialekterna som talas i övre Dalarna, det vill säga i 21 socknar i de gamla fögderierna Ovansiljan, Nedansiljan och Västerdalarna runt sjön Siljan, men borträknat Särna och Idre socken, vilkas dialekter brukar räknas till norska dialekter. 
Dialekterna präglas i flera fall av såväl arkaismer som betydande innovationer, och somliga dialekter har därför ett visst renommé som särskilt egenartade. Till exempel har ovansiljanmålet älvdalska sedan 2016 en egen ISO 639-3 språkkod, men erkänns inte som ett eget språk av svenska staten. Dialekternas hypotetiska fornspråk kallas ibland forndalska och torde varit en blandning mellan fornöstnordiska och fornvästnordiska.[källa behövs]
Ibland används termen dalmål i en vidare bemärkelse som, då även innefattar dialekterna i Dalabergslagen, så kallade dalabergslagsmål, men i språkvetenskaplig forskning syftar termen dalmål ofta på just övre Dalarnas dialekter. Ibland används därför termen egentliga dalmål för att specificera. 
Dalmålen i övre Dalarna är kända för att vara mycket splittrade och skilja sig avsevärt från socken till socken och till och med från by till by. De egentliga dalmålens särprägel och mångfald har gjort att de intresserat många dialektforskare, och de är således väl undersökta. Till exempel utkom Ordbok över folkmålen i övre Dalarna under åren 1961–2022, den största dialektordboken i sitt slag.

## Terminologi
Dialekterna i landskapet Dalarna brukar delas in i tre huvudgrupper. Längst i norr i Särna och Idre socken talas traditionellt dialekter som räknas till norska, eftersom dessa socknar tillhörde Norge fram till 1644. Dessa dialekter har således lite gemensamt med dialekterna i resten av landskapet, och utelämnas ofta i beskrivningar av dialekter i Dalarna. I övre Dalarna i socknarna runt sjön Siljan och där Österdalälven och Västerdalälven talas de egentliga dalmålen. Längst i söder i nedre Dalarna talas dalabergslagsmål, som har vissa drag gemensamt med de egentliga dalmålen, och andra drag mera gemensamt med dialekterna i Västmanland och övriga Svealand.
I litteraturen används termen dalmål med lite olika syftningar. Ofta åsyftas med benämningen bara de egentliga dalmålen, medan dialekterna i södra landskapet då benämns (dala)bergslagsmål. Så används termen i till exempel Lars Levanders beskrivning Dalmålet (1925–1928) och av organisationen Dalmålsakademin. I viss äldre litteratur används en ännu snävare definition; i till exempel Noreen 1881 och Geijer 1924 åsyftas med benämningen dalmål enbart dialekterna i Ovansiljan. Ibland används dock dalmål som en synonym för alla dialekter inom landskapet Dalarna, och därför finner man ibland termen egentliga dalmål eller egentligt dalmål för att specificera att det är dialekterna i Ovansiljan, Nedansiljan och Västerdalarna som åsyftas.
På vissa dialekter, i synnerhet i Ovansiljan, används ofta ordet dalska som benämning på den inhemska dialekten, vilket på sina håll också fungerar som verb: att dalska ’tala dalmål’.

## Indelning
|  | älvdalsmål (Älvdalen) |
|  |                       |
|  | våmhusmål (Våmhus)    |
|  |                       |
|  | moramål (Mora)        |
|  |                       |
|  | venjansmål (Venjan)   |
|  |                       |
|  | sollerömål (Sollerön) |
|  |                       |
|  | orsamål (Orsa)        |
|  |                       |
|  | oremål (Ore)          |
|  |                       |

|  | limamål (Lima)              |
|  |                             |
|  | transtrandsmål (Transtrand) |
|  |                             |

|  | flodamål (Floda)            |
|  |                             |
|  | nåsmål (Nås)                |
|  |                             |
|  | järnamål (Järna)            |
|  |                             |
|  | äppelbomål (Äppelbo)        |
|  |                             |
|  | malungsmål (Malung)         |
|  |                             |
|  | (mockfjärdsmål (Mockfjärd)) |
|  |                             |

|  | limamål (Lima)              |
|  |                             |
|  | transtrandsmål (Transtrand) |
|  |                             |

|  | flodamål (Floda)            |
|  |                             |
|  | nåsmål (Nås)                |
|  |                             |
|  | järnamål (Järna)            |
|  |                             |
|  | äppelbomål (Äppelbo)        |
|  |                             |
|  | malungsmål (Malung)         |
|  |                             |
|  | (mockfjärdsmål (Mockfjärd)) |
|  |                             |

|  | bodamål (Boda)             |
|  |                            |
|  | rättviksmål (Rättvik)      |
|  |                            |
|  | leksandsmål (Leksand)      |
|  |                            |
|  | siljansnäsmål (Siljansnäs) |
|  |                            |
|  | ålmål (Ål)                 |
|  |                            |
|  | bjursåsmål (Bjursås)       |
|  |                            |
|  | gagnefsmål (Gagnef)        |
|  |                            |

|  | älvdalsmål (Älvdalen) |
|  |                       |
|  | våmhusmål (Våmhus)    |
|  |                       |
|  | moramål (Mora)        |
|  |                       |
|  | venjansmål (Venjan)   |
|  |                       |
|  | sollerömål (Sollerön) |
|  |                       |
|  | orsamål (Orsa)        |
|  |                       |
|  | oremål (Ore)          |
|  |                       |

|  | limamål (Lima)              |
|  |                             |
|  | transtrandsmål (Transtrand) |
|  |                             |

|  | flodamål (Floda)            |
|  |                             |
|  | nåsmål (Nås)                |
|  |                             |
|  | järnamål (Järna)            |
|  |                             |
|  | äppelbomål (Äppelbo)        |
|  |                             |
|  | malungsmål (Malung)         |
|  |                             |
|  | (mockfjärdsmål (Mockfjärd)) |
|  |                             |

|  | limamål (Lima)              |
|  |                             |
|  | transtrandsmål (Transtrand) |
|  |                             |

|  | flodamål (Floda)            |
|  |                             |
|  | nåsmål (Nås)                |
|  |                             |
|  | järnamål (Järna)            |
|  |                             |
|  | äppelbomål (Äppelbo)        |
|  |                             |
|  | malungsmål (Malung)         |
|  |                             |
|  | (mockfjärdsmål (Mockfjärd)) |
|  |                             |

|  | bodamål (Boda)             |
|  |                            |
|  | rättviksmål (Rättvik)      |
|  |                            |
|  | leksandsmål (Leksand)      |
|  |                            |
|  | siljansnäsmål (Siljansnäs) |
|  |                            |
|  | ålmål (Ål)                 |
|  |                            |
|  | bjursåsmål (Bjursås)       |
|  |                            |
|  | gagnefsmål (Gagnef)        |
|  |                            |

|  | älvdalsmål (Älvdalen) |
|  |                       |
|  | våmhusmål (Våmhus)    |
|  |                       |
|  | moramål (Mora)        |
|  |                       |
|  | venjansmål (Venjan)   |
|  |                       |
|  | sollerömål (Sollerön) |
|  |                       |
|  | orsamål (Orsa)        |
|  |                       |
|  | oremål (Ore)          |
|  |                       |

|  | limamål (Lima)              |
|  |                             |
|  | transtrandsmål (Transtrand) |
|  |                             |

|  | flodamål (Floda)            |
|  |                             |
|  | nåsmål (Nås)                |
|  |                             |
|  | järnamål (Järna)            |
|  |                             |
|  | äppelbomål (Äppelbo)        |
|  |                             |
|  | malungsmål (Malung)         |
|  |                             |
|  | (mockfjärdsmål (Mockfjärd)) |
|  |                             |

|  | limamål (Lima)              |
|  |                             |
|  | transtrandsmål (Transtrand) |
|  |                             |

|  | flodamål (Floda)            |
|  |                             |
|  | nåsmål (Nås)                |
|  |                             |
|  | järnamål (Järna)            |
|  |                             |
|  | äppelbomål (Äppelbo)        |
|  |                             |
|  | malungsmål (Malung)         |
|  |                             |
|  | (mockfjärdsmål (Mockfjärd)) |
|  |                             |

|  | bodamål (Boda)             |
|  |                            |
|  | rättviksmål (Rättvik)      |
|  |                            |
|  | leksandsmål (Leksand)      |
|  |                            |
|  | siljansnäsmål (Siljansnäs) |
|  |                            |
|  | ålmål (Ål)                 |
|  |                            |
|  | bjursåsmål (Bjursås)       |
|  |                            |
|  | gagnefsmål (Gagnef)        |
|  |                            |

|  | älvdalsmål (Älvdalen) |
|  |                       |
|  | våmhusmål (Våmhus)    |
|  |                       |
|  | moramål (Mora)        |
|  |                       |
|  | venjansmål (Venjan)   |
|  |                       |
|  | sollerömål (Sollerön) |
|  |                       |
|  | orsamål (Orsa)        |
|  |                       |
|  | oremål (Ore)          |
|  |                       |

|  | limamål (Lima)              |
|  |                             |
|  | transtrandsmål (Transtrand) |
|  |                             |

|  | flodamål (Floda)            |
|  |                             |
|  | nåsmål (Nås)                |
|  |                             |
|  | järnamål (Järna)            |
|  |                             |
|  | äppelbomål (Äppelbo)        |
|  |                             |
|  | malungsmål (Malung)         |
|  |                             |
|  | (mockfjärdsmål (Mockfjärd)) |
|  |                             |

|  | limamål (Lima)              |
|  |                             |
|  | transtrandsmål (Transtrand) |
|  |                             |

|  | flodamål (Floda)            |
|  |                             |
|  | nåsmål (Nås)                |
|  |                             |
|  | järnamål (Järna)            |
|  |                             |
|  | äppelbomål (Äppelbo)        |
|  |                             |
|  | malungsmål (Malung)         |
|  |                             |
|  | (mockfjärdsmål (Mockfjärd)) |
|  |                             |

|  | bodamål (Boda)             |
|  |                            |
|  | rättviksmål (Rättvik)      |
|  |                            |
|  | leksandsmål (Leksand)      |
|  |                            |
|  | siljansnäsmål (Siljansnäs) |
|  |                            |
|  | ålmål (Ål)                 |
|  |                            |
|  | bjursåsmål (Bjursås)       |
|  |                            |
|  | gagnefsmål (Gagnef)        |
|  |                            |

De egentliga dalmålen brukar delas in i tre huvudsakliga språkområden som motsvarar de gamla fögderierna Ovansiljan, Nedansiljan och Västerdalarna. Språkgrupperna kallas följaktligen för ovansiljanmål, nedansiljanmål och västerdalsmål. I vissa beskrivningar vill man i synnerhet poängtera motsättningen mellan västerdalsmål och österdalsmål (Ovansiljan och Nedansiljan), eftersom denna språkgräns på sina håll är mycket skarp. Eftersom Västerdalarna är långsträckt från norr till söder skiljer man även ibland på övre västerdalsmål och nedre västerdalsmål.
Skillnaderna mellan de olika socknarna i övre Dalarna är på sina håll mycket skarpa. I hela övre Dalarna förekommer dessutom vissa skillnader från by till by, som gör att det traditionellt inte har varit något svårighet för sockenborna att avgöra vilken by en okänd talare kommer ifrån enbart på talet. Detta är i motsats med grannområden såsom Bergslagen och de norska grannområdena. Denna språksplittring beror enligt Lars Levander inte särskilt på naturförhållanden såsom älvar, berg och skogar. Befolkningen i övre Dalarna har snarare levt ett ganska rörligt liv med fäboddrift, fiske och slåttermarker. Dalälven bildar en språkgräns inom vissa socknar, men utgör ingen större betydande gräns eftersom den har varit välanvänd som färdväg. Inte heller bildar bergen en större språkgräns, utan många av Dalarnas byar är i stor utsträckning belagda i bergen.
Snarare är det de av människan dragna gränserna som utgör de stora språkgränserna, i synnerhet indelningen i kyrksocknar. När katolska kyrkan delade in landskapet i socknar fick befolkningen en tillhörighet till en organisation som var större än den egna byn, och socknarna kom senare att bli en gemenskap även för sekulära ändamål. Den medeltida indelningen i socknar överensstämmer också väl med övre Dalarnas språkgränser. Till exempel hörde Bjursås socken tidigare till Åls socken, och bjursåsmålet står därför ålmålet nära, menar Lars Levander. På samma sätt omfattade Nås socken även tidigare Järna socken och Äppelbo socken, och dessa socknars dialekter är också lika varandra. Ett undantag utgör oremålet som står moramålet närmare än orsamålet, trots att socknen under medeltiden tillhörde Mora socken. Enligt Levander beror detta på att de östliga byarna i Mora hade fäbodar i Ore, så befolkningen Ore hade större kontakt med Mora än med Orsa.

### Ovansiljan

Målområden i Ovansiljan.

Ovansiljan består av de sju socknarna Älvdalen, Våmhus, Orsa, Ore, Venjan, Mora och Sollerön. Av dessa utgör Venjan ett språkligt övergångsområde till Västerdalarna, och Ore till Nedansiljan eftersom dialekterna i dessa socknar uppvisar starka inflytelser utifrån. De traditionella dialekterna i Ovansiljan karakteriseras både av många arkaismer och novationer (nybildningar) som har gett dialekterna i Ovansiljan ett visst renommé såsom särskilt ”egenartade”, ”egendomliga” eller ”svårbegripliga”.
Dialekterna mellan socknarna skiljer sig i hög grad från varandra, och påtaglig variation finns även inom vissa socknar. Lars Levander skriver att ingenstans i Dalarna har dialektsplittringen gått så långt som i vissa delar av Ovansiljan. Till exempel skriver han år 1925 att älvdalsmålet ”icke utan en viss svårighet” förstås i sydöstra Mora eller Ore. I Venjans tre intill varandra liggande byar Knås, Stutt och Västbygge fanns enligt Levander tydliga skillnader mellan byarna. Som exempel nämner han att ’ljus’ heter ḷjōs i Knås, ḷōs i Stutt och jōs i Västbygge. Trots dessa skillnader menar Levander att invånarna i Ovansiljan historiskt betraktat sina dialekter som ”starkare samhöriga sinsemellan än med något av de omkringliggande områdenas mål”, och har använt sina respektive mål vid besök i andra socknar i Ovansiljan, men övergått till svenska vid besök i Nedansiljan.

#### Karakteristiska språkdrag
Inom morfologin finns flera arkaiska drag såsom ett i flera socknar bibehållande av tre kasus i substantiv- och adjektivböjningen, t.ex. orsamål pöjtjön (’pojken’, nominativ), pöjkån (ackusativ), pöjkåm (dativ), eller personböjning i tre olika former i plural, t.ex. älvdalsmål (wįð) spyrum ’vi frågar’, (ið) spyrið ’ni frågar’, dier spyra ’de frågar’. Denna personböjning förekommer inte i Venjan, men däremot i vissa nedansiljanmål, såsom rättviksmål.
Även inom fonologin förekommer många arkaiska drag såsom i flera socknar ett bevarat /w/ som i älvdalsmålets wåt ’våt’ eller waisa ’visa’, bevarat /dj/ och /lj/ som i moramålets djop ’djup’ och ljos ’ljus’. På vissa håll, i synnerhet i Älvdalen och Våmhus finns även nasala vokaler kvar i ord som gą̊s ’gås’ eller ą̊ ’på’, som vittnar om ett äldre bortfall av en efterföljande nasal konsonant – jämför gą̊s och ą̊ med tyska Gans och an. I Ovansiljan finns även, liksom i vissa nedansiljanmål, bevarad kortstavighet i ord som flugu ’fluga’ eller båkå ’baka’, med kort vokal följt av kort konsonant, och i mindre utsträckning även bevarad överlängd, t.ex. sollerömålets föːdd ’född’ eller spåːdde ’spådde’, med lång vokal följt av lång konsonant. Förutom på Sollerön finns överlängd även i Älvdalen och i Öje kapellbygd i Malungs socken i 
Västerdalarna. Ovansiljanmålen har även, till skillnad från dialekterna i Västerdalarna och Nedansiljan, bevarat de korta vokalerna ĭ och ŭ i högre utsträckning, t.ex. wĭtå ’veta’; sŭmår ’sommar’, rūg ’råg’. Dessutom är den äldre diftongen *eu bibehållen som jo: krjōpa ’krypa’. Bland konsonanterna har äldre rð inte övergått till tjockt l-ljud: garð, gard ’gård’, jämför lima-transtrandsmålens gaḷ med tjockt l, och de flesta ovansiljanmålen har också bibehållit en dental konsonant i preteritumändelsen, t.ex. oremålets kassted ’kastade’, på nordligt venjansmål kasstöt. Dessutom har adjektiv har en pluralform på -r: stūrer ’stora’ som inte finns i Nedansiljan eller Västerdalarna.
| Socken   | ’hus’    | ’is’    | ’yta’ |
| -------- | -------- | ------- | ----- |
| Älvdalen | aus      | ais     | åyta  |
| Våmhus   | aus      | ais     | åyta  |
| Mora     | öys/åis  | eis/äis | öyta  |
| Venjan   | öys/håys | eis     | eita  |
| Sollerön | åus/åys  | äis     | öyta  |
| Orsa     | ais      | ais     | aita  |
| Ore      | höys     | äis     | öyta  |

Inom fonologin finns även många novationer, såsom en diftongering av de äldre långa vokalerna u, i och y. Utfallet av diftongeringen skiljer sig mellan socknarna, se tabellen till höger. Dessutom har äldre /h/ bortfallit i ord som esst ’häst’ och annd ’hand’, samt /l/ före vissa konsonanter såsom tåg ’talg’, åm ’halm’ och jåp ’hjälp’, o.s.v. Andra karakteristiska fonologiska drag är också att de äldre diftongerna au och ey i många socknar har monoftongerats till o och ä, t.ex. älvdalska roð ’röd’ och rätja ’röka’, men i vissa socknar såsom Orsa förekommer inte detta i alla ord.  Många ovansiljanmål har också tjockt l-ljud även i början av ord, vilket är ovanligt i svenska dialekter: ḷītn ’liten’.

#### Språkliga övergångsområden
I socknarna Venjan och Ore finns åtskilliga språkliga drag som dessa dialekter snarare har gemensamt med Västerdalarna i Venjans fall, och Nedansiljan i Ores fall. Levander menar att folket i Venjan i stor utsträckning har haft handelsförbindelser med Västerdalarna, vilket kan förklara dessa likheter. Bland annat har venjansmålet i likhet med malungsmålet apokope i ord som bùll ’bulle’ och àdd ’hade’, vokalförkortning i omljudda pluraler som föttör ’fötter’ jämfört med moramålets fötär med lång vokal. Dessutom saknas presensändelse i verb på lång vokal, t.ex. hlå ’slår’, och presens av verb som ’baka’ är båkår snarare än bäkär som i övriga ovansiljanmål.
De största likheterna som oremålet uppvisar med nedansiljanmålen är att bestämd form av starka neutrer ofta har en pluralform på -r, t.ex. bērer ’bären’ i likhet med t.ex. rättviksmålets bǟrer men till skillnad från ovansiljanmålens bēre, bēri o.s.v. Oremålet har också till skillnad från ovansiljanmålen bevarat tjockt l-ljud före konsonant i ord som fôḷk, och övergång av äldre rð till tjockt l-ljud i ord som gåḷ. Gränsen mellan ovansiljanmålen och nedansiljanmålen i gränsen mellan Ore och Boda socken är alltså relativt mjuk i jämförelse med språkgränsen mellan Rättvik och Mora som är betydligt skarpare.

### Västerdalarna
Västerdalarna består i norr av socknarna Lima och Transtrand (övre västerdalsmål) och i söder av Malung, Äppelbo, Järna, Nås och Floda (nedre västerdalsmål). Även Mockfjärds församling i Gagnefs socken förs ibland till västerdalsmål, ibland till nedansiljanmål. De övre västerdalsmålen har vissa drag gemensamma med Ovansiljan, och detta gäller även malungsmål och i synnerhet Malungs nordligaste by Öje. Nedre västerdalsmål såsom flodamål har snarare många likheter som förbinder dem med Nedansiljan.
De övre västerdalsmålen samt Malung förenas bland annat av vissa arkaismer såsom bibehållandet av äldre a framför rð och ŋg i ord som gāḷ ’gård’ och laŋŋ(g) ’lång’; ett bibehållande av diftongen *eu som jö i ord som jös ’ljus’; bibehållandet av konsonantkombinationerna sk, skj och stj som separata ljud som i stjoṭṭa ’skjorta’. Pronomenen ’vi’ och ’ni’ är vē och ēr och inte vī och ī som i nedre Västerdalarna. De har också genomgått vissa ljudförändringar såsom en mycket längre gången apokope i ord som stòr ’stora’ och må̀ḷ ’målar, målade, målat’. De har även genomgått vokalförkortning i ord som lỳsst, lìsst ’lyste’ och vokalförlängning framför äldre ld i ord som köl, kal ’kall’. Dessutom föregås egennamn och släktskapsord av personligt pronomen som i ɑn-fā ’far’ (”han far”). De har även bestämda former av maskuliner och femininer på -an och -on i likhet med mera västliga värmländska dialekter, medan nedre Västerdalarna har bestämda former på -a(r) och -o(r).

#### Övre Västerdalarna
De övre västerdalsmålen, limamål och transtrandsmål, som alltså talas i den nordvästligaste delen av övre Dalarna, karakteriseras av vissa likheter med norska dialekter på andra sidan gränsen. Dessa socknar har visats ha haft gamla kulturkontakter västerut, vilket enligt Stig Björklund ”bör ha främjat inflytande dels från norska mål, dels från nära anslutande västsvenska dialekter”. Dessa likheter märks i fonologin, men även i ordböjningen och ordförrådet. 
Som exempel på ovanstående uppvisar lima–transtrandsmålen primära diftonger som häjm ’hem’, lôuv ’löv’ och räjtjâ ’röka’, som i österdalsmålen generellt motsvaras av monoftonger. Sådana diftonger finns också upptecknade i Öje kapellförsamling i Malungs socken, men i övrigt har de nedre västerdalsmålen också monoftonger i dessa ord, såsom hīm och lȫv på malungsmål. Björklund anser att malungsmålet i detta avseende påverkats tidigt, ”sannolikt redan under senare medeltiden”, av inflytande söderifrån. I limamålet motsvaras även äldre hw i början av ord av gv, vilket också påminner om norska dialekter. Således skiljer limamålet på gvitt ’vitt (färgen)’ och vitt ’vitt (vidsträckt’). Denna åtskillnad är ovanligare i transtrandsmålet, men finns längre söderut i nåsmålet och i de norska dialekterna i Särna socken längst i norr.
I vissa avseenden uppvisar dialekterna i Lima–Transtrand likheter med ovansiljanmålen österut. Till exempel har äldre a-ljud utvecklats till å-ljud före  /l/ följt av en av konsonanterna /g k m p s v/, t.ex. svåḷg ’svalg’, jåḷpâ ’hjälpa’ och kåḷv ’kalv’. Denna vokalutveckling finns även i ovansiljanmålen, men i dem har /l/ bortfallit och resulterat i jåpa ’hjälpa’, kåv ’kalv’ osv. Detta skiljer också övre Västerdalarna från nedre Västerdalarna och Nedansiljan, som har former som kâḷv med främre a-ljud och bevarat (tjockt) l-ljud. En liknande ljudutveckling som övre Västerdalarna delar med Ovansiljan, men inte med nedre Västerdalarna och Nedansiljan, är att kort a-ljud utvecklats till ett rundat ljud före /ll ld lt/. Detta ljud har tidigare varit ett å-ljud eller o-ljud såsom i Ovansiljan, men har i Lima–Transtrand vidareförts till ô eller ö. Således motsvaras ’salt’ och ’falla’ av sôllt och fôllâ i Lima–Transtrand, men av sâllt och fâla (med förlängd vokal) i Malung.
Målen i Lima och Transtrand saknar också y-ljud som har delabialiserats till ett i-ljud, eller i vissa ord till ett e-ljud, i synnerhet före /r/ och /l/, t.ex. lise ’lyse’, dinndza ’dynga’, eller berjâ ’börja’, regg ’rygg’. Denna övergång från y > i finns även i Nås i södra västerdalarna, och på andra platser både i och utanför Dalarna.

#### Nedre Västerdalarna
De nedre västerdalsmålen i Malung, Äppelbo, Järna, Nås och Floda uppvisar gentemot de övre västerdalsmålen fler likheter med Nedansiljan. Till exempel har de gamla diftongerna au och ey sammanfallit med ö liksom i standardsvenskan, och a före ŋ har övergått i å som i låŋŋ(g) ’lång’ med undantag av Malung. Dessutom har det mera nordliga u övergått till o i de nedre västerdalsmålen med undantag av Malung i ord som ko och bod kontra ku och bud. Detta har också skett i Nedansiljan med undantag av Rättvik under inflytande från bergslagsmålen.
På vissa punkter skiljer sig dock dialekterna i nedre Västerdalarna från Nedansiljan. Till exempel har förändringen rn > r i ord som jär ’järn’ bara ringa spridning i Västerdalarna i de sydligaste socknarna Nås och Järna, men i övrigt är n bevarat i hela Västerdalarna, antingen i formen rn eller som assimilerat ṇ eller nn med r-bortfall, likt Ovansiljan.
Hela Västerdalarna med undantag av Mockfjärd och Floda har också likt Ovansiljan och Rättvik former på -o i feminina pronomen, t.ex. ingo ’ingen’ någo ’någon’, medan återstoden av Nedansiljan har former på -a från den äldre ackusativen såsom inga.
Hela Västerdalarna har även, olikt Nedansiljan med undantag av de nordligaste socknarna, spår av äldre vokalbalans. Således heter det äldre kortstaviga ’dagar’ och det långstaviga ’kalvar’ i Malung och Järna dagôr men kalvär. Gamla kortstaviga verb såsom ’baka’ heter i Nås, Järna, Äppelbo och Malung bākô och bakko i Lima och Transtrand, men baka eller dylikt i hela Nedansijan med undantag av delar av Rättvik.

### Nedansiljan
Nedansiljan består av socknarna Boda, Rättvik, Leksand, Siljansnäs, Ål, Bjursås och Gagnef. Medan socknarna i Ovansiljan har legat mera avskilt, och deras invånare historiskt sett ägnat sig åt ett mera konservativt näringsliv i form av lantbruk och småhantverk, har socknarna i Nedansiljan å andra sidan påverkats i högre grad kulturellt och språkligt av södra Dalarnas gruvdrift och invandring från Bergslagen. Detta inflytande har hejdat vissa ljudutvecklingar som ägt rum i Ovansiljan, utjämnat ordböjningen och format om syntaxen. På så sätt ansluter sig Nedansiljan i högre grad till bergslagsmålen, och i förlängningen till kulturcentrumet Uppland.
Av nedansiljanmålen ansluter sig de nordligaste socknarna såsom Rättvik, Siljansnäs, Boda och Leksand i högre grad till ovansiljanmålen. Dessa dialekter utgör således ett övergångsområde mellan nordligt och sydligt dalmål. I dessa socknars dialekter finns dativböjning och personböjning bättre bevarade. I Björklunds beskrivning av rättviksmål från 1959 anger han för nordvästligt rättviksmål vi kastom, i kasti, däm kastâ ’vi/ni/de kastar’, men däremot södra Rättvik en utjämnad pluralböjning med vi kastâ och i östra Rättvik (t.ex. Bingsjö) där pluralböjningen gått förlorad helt och hållet. Likaså finns i västligt rättviksmål bevarad dativböjning i substantiv, såsom i bīnâm ’i byn’, likaså i konservativt leksandsmål i bȳnam (i synnerhet Djura), samt i siljansnäsmål där formen är enstavig, i bȳm. På så sätt ansluter sig Siljansnäs närmare till Ovansiljan där formerna är enstaviga. Dessutom har rättviksmålet bevarat ackusativändelsen i adjektiv i uttryck som ân a ēḷân rôkk ’han har hel rock’, med ’hel’ böjt i ackusativ.
I Rättviksområdet, inklusive Boda och delar av Siljansnäs, finns även bevarad kortstavighet i likhet med Ovansiljan, så att ord som flugu ’fluga’ och båkå ’baka’ uttalas med kort vokal följt av kort konsonant. Detta utgör en skarp gräns gentemot Leksand och sydligare dalmål, där dessa kortstaviga ord har förlängts.
Rättviksmålet har också oförmjukad konsonant före äldre kort e som i geddâ ’gädda’ och kännâ ’känna’, vilka i nedre Västerdalarna och övriga Nedansiljan i Bjursås och Leksand och söderut uttas med förmjukad konsonant jädda, tjänna. Dessutom är sk förmjukat till /stj/ i Rättvik, men däremot till ett mera riksspråkslikt sj-ljud i Bingsjö och söder om Rättvik. Söder om Rättvik, Leksand och Siljansnäs går dessutom sydgränsen för h-bortfall, varigenom dessa nordliga socknar också ansluter sig till ovansiljanmålen.
Rättvik utgör också ett övergångsområde vad gäller tilljämning i kortstavingar, där de nordvästliga målen i likhet med Ovansiljan har former som båkå ’baka’ och tåḷå ’tala’, dock med presensformerna båkôr, tålôr mot Ovansiljans bäkär, tälär. I sydöstra Rättvik och söder därom ansluter sig formerna närmare till bergslagsmål: bâkâ, och vidare i Leksand bâka, Djura bakâ, Ål baka.
I övrigt uppträder i Nedansiljan ett antal drag som särskiljer dem från Ovansiljan. Däribland kan nämnas övergången av äldre rð till tjockt l-ljud i ord som gåḷ ’gård’ och boḷ ’bord’. I vissa sydliga nedansiljanmål såsom Ål och Bjursås, samt delvis i Gagnef och Mockfjärd har även under påverkan av bergslagsmål ett tunt l-ljud efter de främre vokalerna /e i y/ inträtt så att ord som sil och del inte har tjockt l-ljud som i resten av övre Dalarna, med undantag av Orsa och östra Mora. I nedansiljanmålen har även n-bortfall inträtt i kombinationen rn, som i björ ’björn’ och jär ’järn’. Detta bortfall har dessa dialekter i likhet med östligt bergslagsmål samt hälsingemål, där denna ljudförändring enligt Stig Björklund förmodligen har sitt ursprung. I Västerdalarna och Ovansiljan finns inget sådant n-bortfall.
Nedansiljanmålen karakteriseras även av sin behandling av neutrer i plural, som har anslutit sig till feminina ord och fått en pluraländelse på -r, t.ex. äggôr ’ägg’, gôḷvôr ’golv’ samt äggär ’äggen’, gôḷvär ’golven’. Många nedansiljanmål har dessutom omvandlat den äldre oblika formen av svaga substantiv till nominativ, så att t.ex. ’hare’ och ’krage’ motsvaras av åsmålets hâra och krâga, och ’gata’ och ’kaka’ av gât(t)u och kâku. Denna generalisering återfinns även i Ovansiljan, i synnerhet i femininum, men är helt genomförd på t.ex. åsmål. Dock har de flesta nedansiljanmål inte denna a-ändelse i bestämd form, t.ex. tīma ’timme’ men tīmen ’timmen’, till skillnad från bergslagsmålen där denna förändring är införd även i bestämd form.

## Jämförande tabell
Följande tabell jämför ett antal vanliga ord mellan olika socknar och byar i övre Dalarna, såsom de uppges av Lars Levander i andra volymen av Dalmålet (1928).. Den fonetiska transkriptionen är också Levanders, med viss anpassning av tekniska skäl.
I tabellen används mörk blå    för ovansiljanmålen, ljusare blå    för västerdalsmålen och ljusast blå    för nedansiljanmålen. Ett hål i tabellen innebär att källan inte har någon uppteckning för det ordet i det givna området.
| Socken, ort                | ’kalv’ | ’backe’       | ’sjö’ | ’fluga’        | ’get’ | ’lus’ | ’hål’ | ’bita’ | ’blöta’ (v.) | ’öga’         | ’fara’ (v.) | ’bryta’         |
| -------------------------- | ------ | ------------- | ----- | -------------- | ----- | ----- | ----- | ------ | ------------ | ------------- | ----------- | --------------- |
| Älvdalen                   | kå̄v    | bokke         | sjū   | fḷŭgå, fḷŭgu   | djīet | ḷaus  | ūäḷ   | bajta  | bḷǟta        | ōga           | få̆rå        | brjūäta, brȳöta |
| Våmhus                     | kå̄v    | bokkä, bokke  | sȳö   | fḷŭga          | djīet | ḷaus  | ūôḷ   | bajta  | bḷǟta        | ōga           |             | brȳöta          |
| Mora, Bonäs                | kå̄v    | bokkä         | sjū   | fḷŭga          | djīet | ḷaus  | ūôḷ   | bajta  | bḷǟta        | ōga           |             | brȳöta          |
| Mora, Östnor               | kå̄v    | båkka         | sjū   | fḷŭgu          | djēt  | ḷåjs  |       | bajta  | bḷǟta        | ōga           | få̆rå        | brjōta          |
| Mora, Vinäs                | kå̄v    | båkkä         | sjū   | fḷŭgu          | djēt  | ḷåjs  | ōḷ    | bejta  | bḷǟta        | ōga           | få̆rå        | brōta           |
| Mora, Färnäs               | kălv   | båkkä         | sjū   | flugå′, flugu′ | djēt  | låjs  | ōl    | bäjta  | blǟta        | ōga           | fårå′       | brōta           |
| Venjan, norra              | kăḷv   | båkkä         | sjū   | fḷŭgu          | djēt  | ḷåjs  | hōḷ   | bejta  | bḷȫta        | ōga           | få̆rå        | brōta           |
| Venjan, södra              | kå̄v    | båkk          | sjū   | fḷŭgu          | djēt  | ḷöjs  | ōḷ    | bejt   | bḷǟt         | ōga           | få̆rå        |                 |
| Sollerön                   | kå̄v    | båkke         | sjō   | fḷŭgu          | djēt  | ḷajs  | ōḷ    | bäjta  | bḷǟta        | ōga           | få̆rå        | brjōta          |
| Orsa, Hansjö               | kå̄v    |               | sjū   | fḷŭga          | djēt  | ḷajs  | wȫḷ   | bajta  | bḷǟta        | ȫga           | få̆rå        | brōta           |
| Orsa, Skattungbyn          | kå̄v    | bôkkä         | sjū   | flŭga          |       | lajs  | wô̄l   | bajta  | blǟta        | ô̄ga           | få̆rå        | brōta           |
| Ore                        | kăḷv   | bôkkä         | sjȫ   | fḷŭga          | djēt  | lôjs  | hô̄ḷ   | bäjta  | blǟta        | ōga           | få̆rå        | brōta           |
| Floda                      | kɑ̆ḷv   | bakkä         | ʃȫ    | fḷuggu         | jēt   | lūs   | ô̄ḷ    | bītɑ   | bḷȫtɑ        | ȫgä           | fārɑ        | brȳtɑ           |
| Nås                        | kɑ̆ḷv   | bakkɑ         | ʃȫ    | fḷūgu          | jēt   | lūs   | ô̄ḷ    | bītɑ   | bḷȫtɑ        | ȫgɑ           | fārô        | brītɑ           |
| Järna                      | kɑ̆ḷv   | bakkɑ         | ʃȫ    | fḷūgu          | jēt   | lūs   | ô̄ḷ    | bītɑ   | bḷȫtɑ        | ȫgɑ           | fārô        | brȳtɑ           |
| Äppelbo                    | kɑ̆ḷv   | bakkɑ, bakkä  | ʃȫ    | fḷūgu, fḷūgö   | jett  | lūs   | ô̄ḷ    | bītɑ   |              | ȫgä           | fārô        | brȳtɑ           |
| Malung                     | kɑ̆ḷv   | battji, bɑkkɑ | ʃȫ    | fḷūgu          | gitt  | lūs   | ô̄ḷ    | bītɑ   | blȫtɑ        | ȫ‵g           | fārô        | brȫtɑ           |
| Lima                       | kå̆ḷv   | battje        | sjȫ   | fḷuggu         | gitt  | lūs   | hô̄ḷ   | bītɑ   | bḷäjtɑ       | ôuge          | fāro        | brȫtɑ           |
| Transtrand                 | kå̆ḷv   | battje        | ʃȫ    | fḷuggu         | gitt  | lūs   | hô̄ḷ   | bītɑ   | bḷäjtɑ       | ôuge          | fāro        | brȫtɑ           |
| Gagnef, Mockfjärd          | kɑ̆ḷv   | bakkɑ         | ʃȫ    | fḷuggu         | gitt  | lūs   | ô̄ḷ    | bītɑ   | bḷȫtɑ        | ȫgä           | fārɑ        | brītɑ           |
| Boda                       | kɑ̆ḷv   | båkkô         | ʃȫ    | fḷŭgu          | jēt   | lūs   | ô̄ḷ    | bītɑ   | bḷȫtɑ        | ȫgɑ           | fărå, få̆rå  | brītɑ           |
| Rättvik, Gärdsjö fjärding  | kɑ̆ḷv   | båkkô         | ʃȫ    | fḷŭgu          | jēt   | lūs   | ô̄ḷ    | bītɑ   |              | ȫgɑ           | fărå        | brītɑ           |
| Rättvik, Bingsjö           | kɑ̆ḷv   | båkkɑ         | ʃȫ    | fḷŭgu          | jēt   | lūs   | hô̄ḷ   | bītɑ   | bḷȫtɑ        | ȫgɑ           | fɑ̄rɑ        | brītɑ           |
| Rättvik, Sörbygge fjärding | kɑ̆ḷv   | båkkô         | ʃȫ    | fḷŭgu          | jēt   | lūs   | ô̄ḷ    | bītɑ   | bḷȫtɑ        | ȫgɑ           | fărɑ, få̆rå  | brītɑ           |
| Leksand                    | kɑ̆ḷv   | bakka         | ʃȫ    | fḷuggu         | jēt   | lūs   |       | bīta   | bḷȫta        | ȫgä, ȫgɑ, ȫgô | fɑ̄ra        | brȳta           |
| Siljansnäs                 | kɑ̆ḷv   | bakke         | ʃȫ    | fḷŭgu          | jēt   | lūs   | ô̄ḷ    |        | bḷȫta        | ȫga           | fāra        |                 |
| Djura                      | kɑ̆ḷv   | bakkɑ         | ʃȫ    | fḷuggu         | jett  | lūs   | ô̄ḷ    | bītɑ   | bḷȫtɑ        | ȫgä           | fɑ̄rɑ        | brītɑ           |
| Ål                         | kɑ̆ḷv   | bakka         | ʃȫ    | fḷŭgu          | jēt   | lūs   | ô̄ḷ    | bīta   | bḷȫta        | ȫgä           | fɑ̄ra        | brȳta           |
| Bjursås                    | kɑ̆ḷv   | bakkɑ         | ʃȫ    | fḷuggu         | jēt   | lūs   | ô̄ḷ    | bītɑ   | bḷȫtɑ        | ȫgɑ           | fɑ̄rɑ        | brȳtɑ           |
| Gagnef                     | kɑ̆ḷv   |               | ʃȫ    | fḷuggu         | jett  | lūs   | ô̄ḷ    | bītɑ   | bḷȫtɑ        | ȫgä           | fɑ̄rɑ        | brītɑ           |